# Panongan (Panongan)
Panongan is een bestuurslaag in het regentschap Tangerang van de provincie Banten, Indonesië. Panongan telt 14.096 inwoners (volkstelling 2010).